# Motril Club de Fútbol
|  | Aquest article tracta sobre el club fundat el 1984 i desaparegut el 2012. Si cerqueu el club fundat el 2012, vegeu «Club de Fútbol Motril». |

El Motril Club de Fútbol va ser un equip de futbol espanyol amb seu a Motril, Granada, a la comunitat autònoma d'Andalusia. Fundat el 1984 i dissolt el 2012, jugava els partits a casa a l'Estadi Escribano Castilla, amb una capacitat de 4.400 localitats.

## Història
El Motril va arribar per primera vegada a la tercera divisió l'any 1997, i va romandre sis temporades consecutives a la categoria. L'any 2001–02, inclòs, va acabar la temporada regular en primera posició (en el grup IV), però va perdre en els playoffs d'ascens contra el Getafe CF, 0–1 en el global.
De 2003 a 2012, el Motril va tornar a competir en el quart nivell, apareixent als playoffs d'ascens en cinc ocasions, sempre sense èxit. El juliol de 2012 l'equip es va dissoldre, a causa dels grans deutes i les dificultats financeres.

## Temporada a temporada
| Temporada | Nivell | Divisió   | Lloc | Copa del Rei |
| --------- | ------ | --------- | ---- | ------------ |
| 1984–88   | 5      | Regionals | —    |              |
| 1988/89   | 4      | 3a        | 8è   |              |
| 1989/90   | 4      | 3a        | 9è   |              |
| 1990/91   | 4      | 3a        | 5è   |              |
| 1991/92   | 4      | 3a        | 8è   |              |
| 1992/93   | 4      | 3a        | 19è  |              |
| 1993–95   | 5      | Regionals | —    |              |
| 1995/96   | 4      | 3a        | 4t   |              |
| 1996/97   | 4      | 3a        | 1r   |              |
| 1997/98   | 3      | 2a B      | 16è  |              |
| 1998/99   | 3      | 2a B      | 10è  |              |
| 1999/00   | 3      | 2a B      | 10è  |              |

| Temporada | Nivell | Divisió | Lloc | Copa del Rei |
| --------- | ------ | ------- | ---- | ------------ |
| 2000/01   | 3      | 2a B    | 15è  |              |
| 2001/02   | 3      | 2a B    | 1r   |              |
| 2002/03   | 3      | 2a B    | 20è  |              |
| 2003/04   | 4      | 3a      | 2n   |              |
| 2004/05   | 4      | 3a      | 8è   |              |
| 2005/06   | 4      | 3a      | 3r   |              |
| 2006/07   | 4      | 3a      | 4t   |              |
| 2007/08   | 4      | 3a      | 9è   |              |
| 2008/09   | 4      | 3a      | 3r   |              |
| 2009/10   | 4      | 3a      | 2n   |              |
| 2010/11   | 4      | 3a      | 8è   |              |
| 2011/12   | 4      | 3a      | 15è  |              |

- 6 temporades a Segona Divisió B
- 16 temporades a Tercera Divisió

## Antics jugadors
- Pablo Paz
- Noé Acosta
- Enrique
- Miguel Ángel Espínola
- Javi Guerra
- Juanlu
- Armando Lozano
- Luis Rubiales
- Manuel Lucena
- Rafael Wellington